# Mårdaklev
Mårdaklev är en småort i Mårdaklevs socken i sydligaste delen av Svenljunga kommun, cirka 7 kilometer väster om Kalv.
Mårdaklevs kyrka, sockenkyrka för Mårdaklevs socken, ligger två kilometer norr om orten.
Mårdaklev är belägen vid ån Ätran. Här finns även Klevs gästgiveri. Gästgiveriet fick sitt så kallade gästgivarbrev på 1600-talet och har än i dag öppet. Vid gästgiveriet ligger även Klevs naturreservat.
I samhällets västra utkant finns Mårdaklevs Kvarn som har ett sommarcafé.
Mårdaklev har en F-6-skola – Mårdaklevs skola – som år 2024 var under planerad nedläggning 2025, varefter eleverna från Mårdaklev skulle gå i Kindaholmskolan i Östra Frölunda. Innan dess hade eleverna från Östra Frölunda skola flyttats till Mårdaklev eftersom denna skola skulle byggas om till Kindaholmskolan. Nedläggningen var en del av Svenljunga kommuns skolreform för södra kommundelen där antalet skolor minskades från fem till två.

## Personer från orten
Den svenska komikern Annika Andersson är född i Mårdaklev.
Åke Häger, olympisk guldmedaljör i truppgymnastik i Antwerpen 1920, var född i Mårdaklev.